# Arroyo Seco
Arroyo Seco es una ciudad del Departamento Rosario, provincia de Santa Fe, Argentina. Comparte el nombre con el Arroyo homónimo. La ciudad se sitúa en la costa oeste del río Paraná y se halla 32 km al sur de Rosario y a 193 km de la ciudad capital provincial. 
Tiene acceso fácil a la concesionada ruta nacional 9 Rosario-Buenos Aires, y con la ruta provincial 21, y con la línea de ferrocarriles del Nuevo Central Argentino.
Fue fundada el 9 de julio de 1888 por Liberato Aguirre y María Cery de Garaghan quienes donan parte de sus tierras al Estado provincial para obtener que el ferrocarril pasase por sus propiedades. El nombre original "Pueblo Aguirre" fue reemplazado por "Arroyo Seco". 
Se hizo ciudad el 12 de abril de 1962.

## Población
Cuenta con 24 632 habitantes (Indec, 2022), lo que representa un incremento del 13,4% frente a los 21 720 habitantes (Indec, 2010) del censo anterior.
| Gráfica de evolución demográfica de Arroyo Seco entre 1991 y 2022 |
|                                                                   |
| Fuente: censos nacionales del INDEC                               |

## Historia

#### Toponimia
- "LA MATANZA": sinónimo de "matadero". Refleja la actividad desarrollada en la zona, ya que partidas de cuereadores acamparon en estos lugares. Sin embargo, también se atribuye esta denominación al hecho de que en esta zona fue muerto por los indios don Juan de Garay (fundador de Santa Fe y Buenos Aires) y sus acompañantes en 1583.
- "PAGO DE LOS ARROYOS": procede del hecho de ser una zona de numerosos cursos de agua. Sin embargo, estos cursos no eran "arroyos" sino barrancones formados por el desagüe de los campos cuando llovía.
- "POSTA DE SAN MARTÍN": en conmemoración al paso del Gral. San Martín y su Ejército Argentino en camino a la "Batalla de San Lorenzo".
- "PUEBLO AGUIRRE": en reconocimiento a sus fundadores, quienes donaron gratuitamente los solares necesarios e hicieron todas las erogaciones necesarias para la definitiva construcción del pueblo. Además, de haber realizado, posteriormente, grandes esfuerzos y sacrificios para promover su progreso.

- "ARROYO SECO": al breve e inestable arroyito que nace en las inmediaciones de Villa Amelia y corre de sudoeste a noreste hasta verter sus aguas en el caudaloso Paraná, le corresponde el padrinazgo con su nombre de la posta al distrito, de la estación ferroviaria, de la colonia y finalmente del pueblo al desplazarle a este el primitivo nombre de Pueblo Aguirre. Así, someramente, recordamos que el ínfimo curso de agua que apenas alcanza en su recorrido los 12 km vino a dar nombre a una de las más dinámicas ciudades del viejo "Pago de Los Arroyos."

## Geografía

#### Clima
Su clima es húmedo y templado en la mayor parte del año. Se lo clasifica como clima templado pampeano, es decir que las cuatro estaciones están medianamente definidas.
Hay una temporada calurosa desde octubre a abril (de 18 °C a 36 °C) y una fría entre principios de junio  y la primera mitad de agosto (con mínimas en promedio de 5 °C y máximas promedio de 16 °C), oscilando las temperaturas promedio anuales entre los 10 °C (mínima), y los 23 °C (máxima). Llueve más en verano que en invierno, con un volumen de precipitaciones total de entre 800 y 1300 mm al año (según el hemiciclo climático: húmedo "1870 a 1920" y "1973 a 2020"; seco "1920" a 1973").
Casi no existen (de baja frecuencia) fenómenos climáticos extremos en Arroyo Seco: vientos extremos, nieve, hidrometeoros severos. La nieve es un fenómeno excepcional; la última nevada fue en 2007, la penúltima en 1973; y la antepenúltima en 1918. El 9 de julio de 2007 nevó en la localidad. 
Un riesgo factible son los tornados y tormentas severas, con un pico de frecuencia entre octubre y abril. Estos fenómenos se generan por los encuentros de una masa húmeda y cálida del norte del país y una fría y seca del sector sur argentino.
Humedad relativa promedio anual: 76 %

#### Sismicidad
El último terremoto fue a las 3.20 UTC-3 del 5 de junio de 1888 (ver Terremoto del Río de la Plata en 1888). La región responde a las subfallas «del río Paraná», y «del río de la Plata», y a la falla de «Punta del Este», con sismicidad baja; y su última expresión se produjo hace 137 años, con una magnitud aproximadamente de 4,5 en la escala de Richter

## Turismo
Arroyo Seco cuenta con diversos espacios recreativos, públicos y privados, vinculados al río Paraná y a su entorno natural, lo que la posiciona como una ciudad con alto potencial turístico dentro del sur santafesino. Por un lado, el puerto municipal, de acceso público y en constante reacondicionamiento, brinda esparcimiento y es punto de encuentro para vecinos y visitantes. Si bien no cuenta con playas habilitadas ni camping formal, el área portuaria se utiliza de manera informal para la pesca deportiva y actividades recreativas. Del mismo modo, paseos o estadías de fin de semana en los barrios ribereños del sur (Mirador del Rio, Playa Mansa y Campo de la Ribera) invitan al disfrute y la contemplación del paisaje del Paraná y sus islas, en tranquilidad y total respeto con la naturaleza.

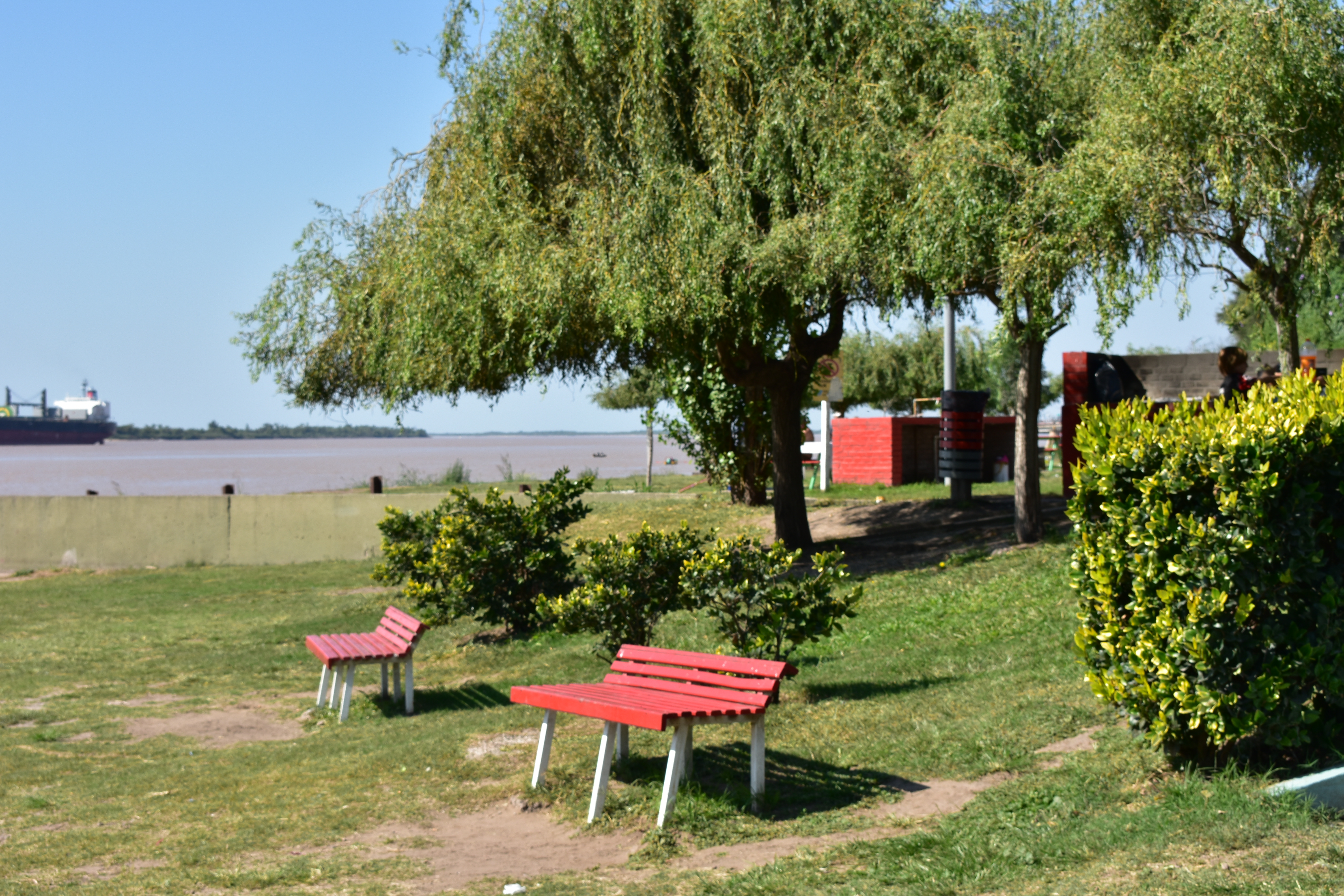
Puerto Arroyo Seco

En cuanto a turismo cultural, el Museo Municipal, alojado en la Estación Arroyo Seco del ferrocarril, cuenta con artículos históricos, planos y fotografías del pueblo y sus habitantes, al igual que con varios restos fósiles hallados en la zona y vestigios arqueológicos de poblaciones originarias del lugar.

## Industria
Capital Provincial del Calzado: A principios del siglo XX, Arroyo Seco albergaba una activa Talabartería dirigida por el inmigrante italiano Feliciano D'Alessandro en la esquina de San Martín y Victoria (hoy Hipólito Yrigoyen). Este oficio tradicional fue fundamental en la vida local, fabricando arneses, monturas y accesorios de cuero.
En 1942, sus hijos Roque y Roberto transformaron el lugar en una Zapatería, mientras Feliciano continuó atendiendo una pequeña talabartería anexa hasta su vejez.
En paralelo, Santos Costurella, otro artesano del cuero, evolucionó hacia la fabricación de calzado, fundando una fábrica de zapatillas llamada "El Trébol" en 1945, especializada en calzado artesanal de cuero y lona, sandalias, botines de fútbol y accesorios.
Estos pioneros representan los orígenes de la industria del calzado en Arroyo Seco, construyendo una tradición artesanal que sigue dejando huella.
Luego en 2009, la legislatura de Santa Fe reconoció oficialmente esta historia y tradición, declarando a Arroyo Seco como capital provincial de la industria del calzado y afines.

## Santas Patronas
- Asunción de la Santísima Virgen María y Santa Lucía; festividades: 15 de agosto y 13 de diciembre

## Organización política
La nómina completa de Presidentes de Comuna e Interventores hasta 1962 es la siguiente:
- Domingo Filiberti 1896 a 1898
- Remigio Aguirre 1898 a 1899
- Cándido Lencina 1900 a 1906
- Pedro Arioli 1906 a 1910
- Victoriano Aguirre 1910 a 1911
- Bernardino Lencina 1911 a 1912
- Albino De Giácomo 1912 a 1913
- Domingo Maiorano 1913 a 1914
- Pedro Arioli 1915 a 1916
- Bautista Bigliani 1917 a 1921
- Francisco H. Borselli 1922 a 1923
- Bautista Bigliani 1924 a 1925
- Francisco Ortiz 1926 a 1929
- Carlos Lucente 1930 a 1933 de facto
- Clementino Menicocci 1934 a 1935 de facto
- Alejandro Gómez 1934 a 1944 de facto
- Héctor Guessalaga 1944 a 1945 de facto
- Esc. Juan José Crosio - Interino, hasta asunción de V. Moscariello -
- Victorio R. Moscariello 1945 a 1955
- Gildo F. Pagni 1955 a 1958 de facto
- Alfredo Nasurdi 1958 a 1962

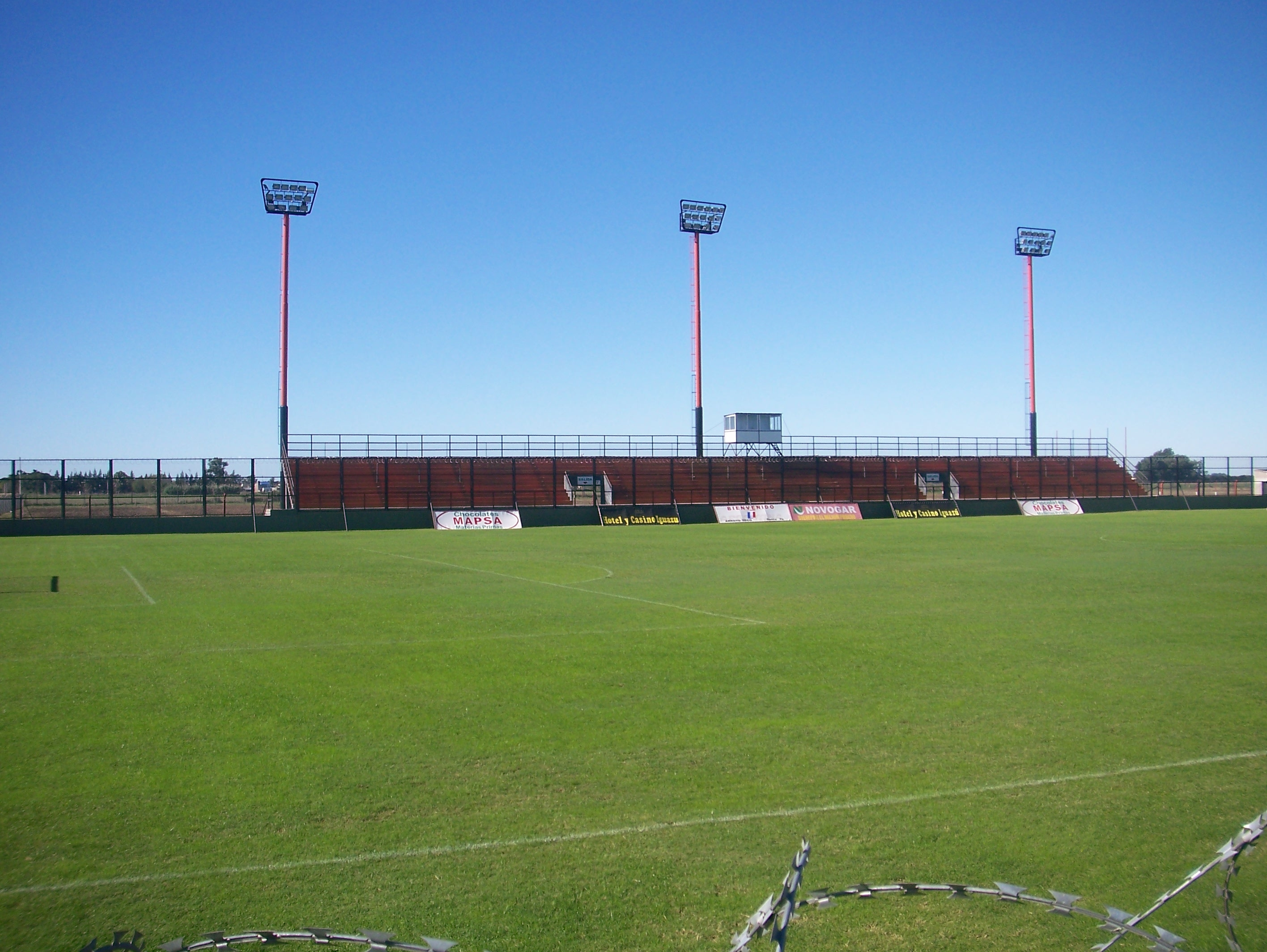
Estadio del Club Real Arroyo Seco, actualmente pertenece a Rosario Central.

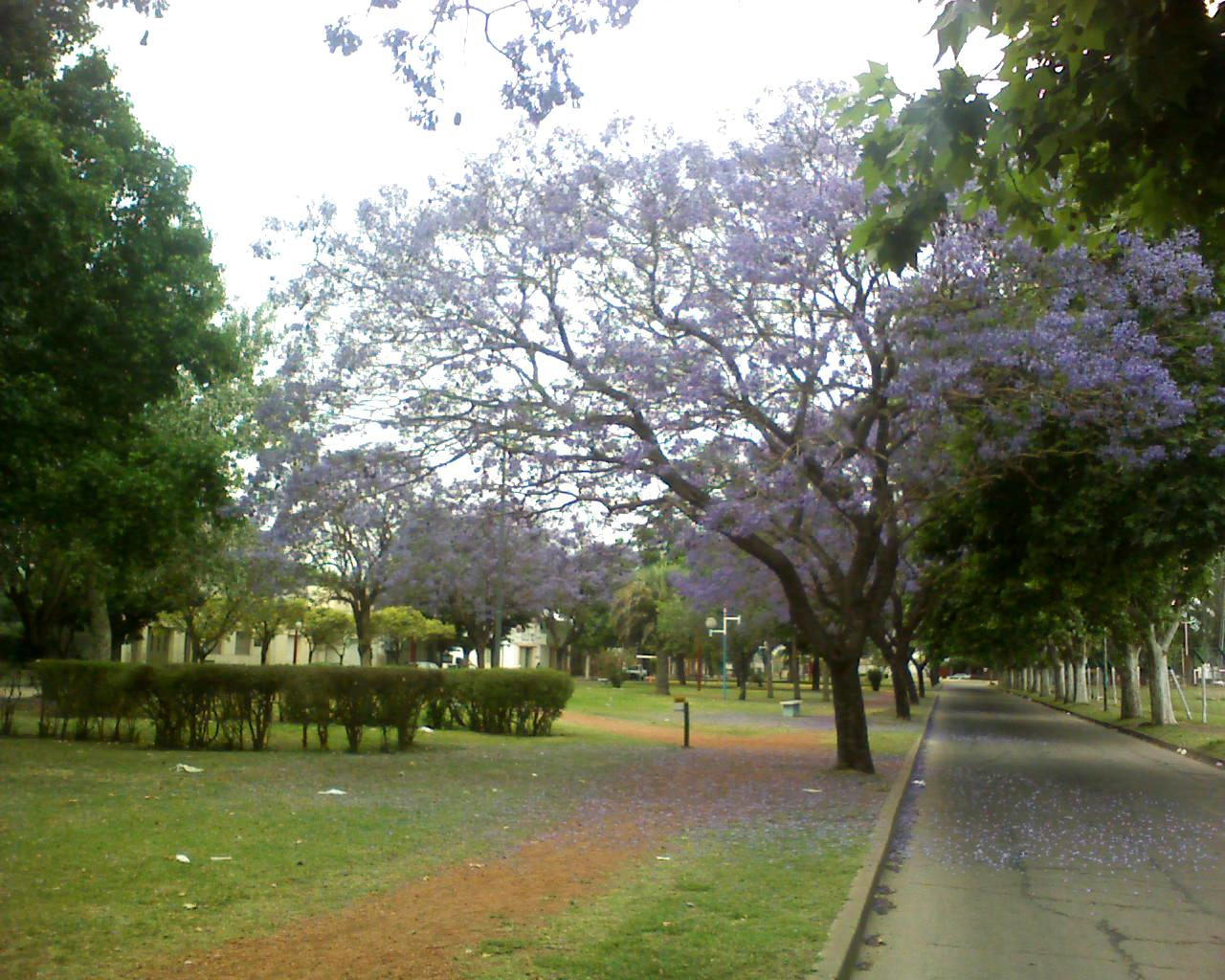
Av. Mansueto Maiorano entre H. Primo y 9 de Julio

#### Nómina de intendentes municipales
- Alfredo C. Nasurdi Primer intendente 1958-1962
- Gildo F. Pagni -1962-1963
- Agustín Matassa 1963-1963
- José Costantini 1963-1973
- Aníbal Maffei 1973-1974
- Inocencio León 1974-1976
- Domingo Salafia 1976-1976 de facto
- Atilio Giuntoli 1976-1981 de facto
- Samuel Chiorra 1981-1983 de facto
- Juan Ascierto 1983-1987
- Pedro Spina
  - 1987-1991 (1.º período)
  - 1991-1995 (2.º período)
  - 1995-1999 (3.º período)
  - 1999-2003 (4.º período)
  - 2004-2007 (5.º período)
- Carlos Sánchez 2007[Nota 1]
- Rubén Darío Gres
  - 2007-2011
  - 2011-2015
- Nizar Esper 
  - 2015-2019

- - 2019-2023
- Daniel Tonelli
  - 2023-2027

## Parajes
- Paraje El Ombú

## Entidades Deportivas
- Arroyo Seco Athletic Club ~ ASAC
- Asociación Colombófila Alas De Arroyo Seco
- Club Atlético Unión Arroyo Seco- CAU
- Club Atlético Talleres ~ CAT
- Arroyo Seco Rowing Club ~ ASRC
- Labarra Olímpica de Arroyo Seco - Natación - LOAS
- Los Tiburones -Natación-
- Centro de Entrenamiento del Club Atlético Rosario Central
- Asociación Civil Peña Arroyo Seco es de Boca

## Entidades culturales
- Biblioteca Popular: Bernardino Rivadavia
- Sociedad Italiana
- Club de Tango
- Centro de Jubilados y Pensionados de Arroyo Seco
- Museo municipal
- Partido Demócrata Progresista ( Multiespacio cultural )

## Personalidades
- José Carlos Chiaramonte, historiador argentino.
- Guillermo Furlong Cardiff, sacerdote jesuita e historiador.
- Agustín Fiorilli, nadador.
- Walter Arciprete, nadador.
- Emiliano Paolini, artista.
- Lucas Boscchiero, cantante.
- Lula Solís, cantante.
- Mirco Cuello, Boxeador